# Ханя
Ханя̀ (на гръцки: Χανιά) е вторият по големина град на остров Крит, Гърция, център на едноименния дем Ханя. Разположен е в северозападната част на острова. Там се намира един от големите заливи в страната – Суда.
На полуостров Акротири в близост до града се намира международното летище „K. Даскалояни“, кръстено на името на героя от критското въстание Даскалоянис. Също така на Акротири се намира единствената американска база в Гърция.
Съвременният град Ханя е изграден върху руините на античния град Кидония, датиращ още от времето на минойската цивилизация.

## Икономика
В Ханя е основана една от големите корабни фирми ANEK-LINES.

## Личности
Родени в Ханя
- Константинос Мицотакис (1918 – 2017), министър-председател на Гърция в периода 1990 – 1993 г.
- Панайотис Героянис, гръцки андартски капитан
- Маро Дука (р. 1947), писателка